# Perissandria batangensis
Perissandria batangensis är en fjärilsart som beskrevs av Charles Boursin 1963. Perissandria batangensis ingår i släktet Perissandria och familjen nattflyn. Inga underarter finns listade i Catalogue of Life.